# Bắc Dvina
Bắc Dvina hay Dvina bắc (tiếng Nga: Северная Двина) là một con sông ở miền bắc nước Nga chảy vào vịnh Dvina của Bạch Hải. Chiều dài của nó là 745 km (462 dặm). Con sông này gần như phù hợp cho ngành vận tải đường thủy trên toàn bộ chiều dài của nó và chủ yếu được sử dụng để vận chuyển gỗ. Nó chảy qua các tỉnh Vologda và Arkhangelsk.
Cần phân biệt nó với sông Tây Dvina (Dvina tây).

## Các thành phố dọc bờ sông
Từ đầu nguồn tới cửa sông:
- Veliki Ustyug (Ustyug vĩ đại)
- Kotlas
- Novodvinsk
- Arkhangelsk
- Severodvinsk, hải cảng; xa hơn về phía tây tính từ vùng châu thổ.

## Các sông nhánh chính
- Con sông này được tính từ chỗ hợp lưu của hai con sông là Sukhona (Suhona) và Yug.
- Pinega
- Uftyuga
- Vaga
- Vychegda
- Yemtsa